# Žumberak
Žumberak es un municipio de Croacia en el condado de Zagreb.

## Geografía
Se encuentra a una altitud de 509 m s. n. m. a 72 km de la capital nacional, Zagreb.

## Demografía
En el censo 2011, el total de población del municipio fue de 990 habitantes, distribuidos en las siguientes localidades:
- Cernik - 11
- Donji Oštrc - 87
- Drašći Vrh - 24
- Glušinja - 22
- Gornji Oštrc - 62
- Grič - 14
- Hartje - 36
- Javor - 10
- Jurkovo Selo - 72
- Kalje - 20
- Kordići Žumberački - 5
- Kostanjevac - 138
- Kupčina Žumberačka - 57
- Markušići - 6
- Mrzlo Polje Žumberačko - 45
- Petričko Selo - 19
- Plavci - 5
- Radinovo Brdo - 9
- Reštovo Žumberačko - 17
- Sopote - 3
- Sošice - 10
- Stari Grad Žumberački - 2
- Stupe - 43
- Tomaševci - 10
- Tupčina - 53
- Veliki Vrh - 14
- Visoće - 25
- Višći Vrh - 17
- Vlašić Brdo - 2
- Vukovo Brdo - 12
- Žamarija - 28
- Željezno Žumberačko - 39
- Žumberak - 6